# خوسيه بيدرو ألبرتو
خوسيه بيدرو ألبرتو (بالبرتغالية: José Pedro Alberto‏) (2 أغسطس 1987 بلواندا في أنغولا - ) هو لاعب كرة قدم أنغولي في مركز الوسط، شارك في كأس الأمم الأفريقية 2010. وشارك مع منتخب أنغولا لكرة القدم. أما مع النوادي، فقد لعب مع بترو إتليتيكو.

## وصلات خارجية
- خوسيه بيدرو ألبرتو على موقع ناشيونال فوتبول تيمز (الإنجليزية)